# RK Opuzen
Rukometni klub Opuzen je klub iz Opuzena. Za vrijeme Jugoslavije natjecao se u jedinstvenoj Dalmatinskoj ligi, da bi osamostaljenjem Hrvatske nastupao s dotad ponajboljim generacijama u 1. B ligi (dvije lige za Hrvatsku - primorje i kontinent), gdje je početkom 1990-ih uvijek bio u vrhu i borbi za 1. A hrvatsku ligu.
U sezoni 1999./2000. klub ulazi u jedinstvenu 1. B ligu, ali iste sezone istupa zbog financijskih teškoća.
Natjecanje nastavlja u 3. HRL jug, te nakon 5 sezona osvaja prvo mjesto (u sezoni 2005./06.) i kroz dodatne kvalifikacije ulazi u 2. HRL jug.
Od 1. siječnja 2007. godine klub mijenja ime u RK Mandarinko Opuzen, a od 1. siječnja 2008. klub igra pod izvornim imenom (RK "Opuzen") da bi od sezone 2009./10. klub nastupao pod imenom RK Opuzen Tehnodelta.
Danas se natječe u 1. HRL jug pod imenom RK Opuzen.